# Daichi Matsuyama
Daichi Matsuyama (født 11. januar 1974) er en tidligere japansk fodboldspiller.
Han har spillet for flere forskellige klubber i sin karriere, herunder Bellmare Hiratsuka.